# Scuderia Milano
A Scuderia Milano egy már megszűnt Formula–1-es konstruktőr. 1950-től 1953-ig indult versenyeken. Pontot a csapat egyetlen versenyzője, az olasz Felice Bonetto tudott szerezni.

## Teljes Formula–1-es statisztikája[2]
(Táblázat értelmezése)

(Félkövér: pole-pozícióból indult; dőlt: leggyorsabb kört futott) 

| Év   | Kasztni          | Motor            | Gumi | Versenyzők     | 1   | 2   | 3   | 4   | 5   | 6   | 7   | 8   | 9   | Pont | Poz. |
| ---- | ---------------- | ---------------- | ---- | -------------- | --- | --- | --- | --- | --- | --- | --- | --- | --- | ---- | ---- |
| 1950 |                  |                  | P    |                | GBR | MON | 500 | SUI | BEL | FRA | ITA |     |     | 2    | -*   |
| 1950 | Milano 1         | Speluzzi 1.5 L4C | P    | Felice Bonetto |     |     |     |     |     |     | Ni  |     |     | 2    | -*   |
| 1950 | Maserati 4CLT/50 | Maserati 1.5 L4C | P    | Felice Bonetto |     |     |     | 5   |     |     |     |     |     | 2    | -*   |
| 1950 | Maserati 4CLT/50 | Milano 1.5 L4C   | P    | Felice Bonetto |     |     |     |     |     | Ki  |     |     |     | 2    | -*   |
| 1950 | Maserati 4CLT/50 | Milano 1.5 L4C   | P    | Franco Comotti |     |     |     |     |     |     | Ki  |     |     | 2    | -*   |
| 1951 |                  |                  | P    |                | SUI | 500 | BEL | FRA | GBR | GER | ITA | SPA |     | 0    | -*   |
| 1951 | Maserati 4CLT/50 | Milano 1.5 L4C   | P    | Onofre Marimón |     |     |     | Ki  |     |     |     |     |     | 0    | -*   |
| 1951 | Maserati 4CLT/48 | Maserati 1.5 L4C | P    | Paco Godia     |     |     |     |     |     |     |     | 10  |     | 0    | -*   |
| 1951 | Maserati 4CLT/48 | Maserati 1.5 L4C | P    | Juan Jover     |     |     |     |     |     |     |     | Ni  |     | 0    | -*   |
| 1953 | Maserati A6GCM   | Maserati 2.0     | P    |                | ARG | 500 | NED | BEL | FRA | GBR | GER | SUI | ITA | 0    | -*   |
| 1953 | Maserati A6GCM   | Maserati 2.0     | P    | Chico Landi    |     |     |     |     |     |     |     |     | Ki  | 0    | -*   |
| 1953 | Maserati A6GCM   | Maserati 2.0     | P    | Prince Bira    |     |     |     |     |     |     |     |     | 11  | 0    | -*   |

*: 1958-ig nem volt konstruktőri világbajnokság.